# Rebecca West
Dame Rebecca West, pseudonimo di Cicely Isabel Fairfield (Londra, 21 dicembre 1892 – Woking, 15 marzo 1983), è stata una scrittrice britannica, di origini scozzesi e irlandesi, molto conosciuta grazie ai suoi romanzi, ai suoi articoli di giornalismo, ai suoi interventi di critica letteraria e per i suoi romanzi di viaggio. Autrice prolifica e attenta osservatrice del suo tempo, nella sua opera ha toccato diversi generi letterari.

## Biografia
Rebecca West fu una delle più importanti figure intellettuali del ventesimo secolo, impegnata nelle cause femministe e nella difesa dei principi liberali. Scelse il suo pseudonimo in omaggio all'eroina femminista di Rosmersholm, dramma di Henrik Ibsen.
Scrisse recensioni letterarie per il Times, per il New York Herald Tribune, il Sunday Telegraph e il New Republic; fu inoltre corrispondente per The Bookman.
La sua opera forse più importante fu Black Lamb and Grey Falcon (1941), pubblicato solo in parte in Italia, con il titolo Viaggio in Croazia, La vecchia Serbia e Viaggio in Bosnia ed Erzegovina, un ricco ed elaborato diario di viaggio nel quale l'autrice narra la storia e la cultura della Jugoslavia, da lei visitata per la prima volta nel 1934.
Altre opere di spicco dell'autrice inglese, gran parte delle quali non edite in Italia, sono: A Train of Powder (1955), reportage sul Processo di Norimberga, originariamente pubblicato nel The New Yorker; The Meaning of Treason, e più tardi The New Meaning of Treason, uno studio composito sulla Seconda guerra mondiale e su quelli che vennero definiti i "tradimenti" nell'Unione Sovietica; The Return of the Soldier (Il ritorno del soldato), un romanzo modernista sulla Prima Guerra mondiale e la "Aubrey trilogy" una raccolta di tre romanzi autobiografici: The Fountain Overflows, This Real Night, e Cousin Rosamund.
Nel 1947 la rivista Time la definì "indiscutibilmente la scrittrice numero uno al mondo".

### Vita privata
Nel 1914 Rebecca ebbe un figlio, Anthony West (1914-1987), dallo scrittore H. G. Wells (1866 - 1946), di 26 anni più vecchio di lei.
Durante l'intervista del 1984 H. G. Wells: Aspects of a Life con il giornalista radiofonico americano Don Swaim (CBS Radio a New York), il figlio di Anthony West raccontò alcuni aspetti della biografia del padre, tra cui il suo ruolo nella letteratura e la sua relazione Rebecca West. Nel corso dell'intervista, West narrò alcuni aspetti della società londinese dell'età vittoriana, dal Man's Club ai bordelli, definendolo un periodo di ipocrisia e di promiscuità, raccontando le relazioni del padre, grazie alla propria intervista ad alcune partner e dell'adesione di quest'ultimo alla Fabian Society.

## Opere

### Narrativa
- (EN)  Indissoluble Matrimony, 1914
- (EN)  The Return of the Soldier, 1918
- (EN)  The Judge, 1922
- (EN)  Harriet Hume, 1929
- (EN)  The Harsh Voice: Four Short Novels, 1935
- (EN)  The Thinking Reed, 1936
- (EN)  The Fountain Overflows, 1956
- (EN)  The Birds Fall Down, 1966

Postume
- (EN)  This Real Night, 1984 (sequel de La famiglia Aubrey)
- (EN)  Cousin Rosamund, 1985 (ultimo capitolo, incompiuto, della saga de La famiglia Aubrey)
- (EN)  Sunflower, 1986
- (EN)  The Sentinel, 2002

## Traduzioni italiane

### Narrativa
- Non è che non mi piacciano gli uomini (Indissoluble Matrimony), trad. di Francesca Cosi e Alessandra Repossi, Mattioli, 1985; Fidenza, 2012; contiene anche il saggio Penso al matrimonio con paura e orrore.
- Il sale della terra (The Harsh Voice: Four Short Novels), a cura di Maria Del Sapio Garbero, La tartaruga, Milano, 1994.
- Il ritorno del soldato, traduzione di Paola Campioli, Mondadori, Milano, 1983; trad. di Benedetta Bini, Neri Pozza, Vicenza, 2009, Fazi Editore, Roma, 2022.
- Parthenope, trad. di Francesca Frigerio, Mattioli 1885; Fidenza, 2006.
- Quel prodigio di Harriet Hume, trad. di Francesca Frigerio, Fazi, 2020.

#### Saga deLa famiglia Aubrey
Di The Fountain Overflows
- La fontana degli Aubrey, trad. di Ada Salvatore, Sugar, Milano, 1958.
- La famiglia Aubrey, trad. di Francesca Frigerio, Mattioli 1885; Fidenza, 2008; Fazi, 2018.

Di This Real Night
- Proprio stanotte, trad. di Francesca Frigerio, Mattioli, 1885, Fidenza 2009.
- Nel cuore della notte, trad. di Francesca Frigerio, Fazi, 2019.

Di Cousin Rosamund
- Rosamund, trad. di Francesca Frigerio, Mattioli 1885; Fidenza, 2009; Fazi 2019.

### Saggistica
- Il processo di Norimberga e la rinascita economica della Germania, trad. di Masolino d'Amico, Skira, Milano, 2015.

Black Lamb and Grey Falcon (1941)
- La Bosnia e l'Erzegovina: viaggio in Iugoslavia, trad. di Sarina Reina, EDT, Torino, 1994;
- La Croazia: viaggio in Iugoslavia, trad. di Maria Teresa Bonotto, EDT, Torino, 1994.

## Adattamenti cinematografici delle opere di Rebecca West
- Prigioniero del passato (The Return of the Soldier, 1982) diretto da Alan Bridges.